# SV Rhenania Köln
SV Rhenania Köln was een Duitse voetbalclub uit Keulen.

## Geschiedenis
De club werd in 1900 opgericht als FC 1900 Rhenania Cöln (tot 1919 was de schrijfwijze van de stad Cöln in plaats van Köln). De club sloot zich aan bij de voetbalbond van Rijnland-Westfalen, de latere West-Duitse bond en ging in de nieuwe competitie van Keulen-Bonn spelen, vanaf 1906 Zuidrijncompetitie. In het eerste seizoen werd de club laatste en degradeerde. In 1908 promoveerde Rhenania terug. Nadat de beste teams van de competitie in 1909 overgeheveld werden naar de Zehnerliga werd de club derde in de competitie.
In 1911 sloot Cölner SpV 02 zich bij de club aan en een jaar later fuseerde de club met Cöln-Ehrenfelder SV 06 tot Cöln-Ehrenfelder SV Rhenania. In 1912/13 degradeerde de club door inkrimping van de competitie nadat de Zehnerliga werd opgeheven. Na één seizoen promoveerde de club weer, maar slechts voor één seizoen. In het eerste naoorlogse seizoen werd de club negende op twaalf clubs, maar omdat de competitie opgeheven werd en ondergebracht in de nieuwe Rijncompetitie degradeerde Rhenania weer. In 1922 promoveerde de club weer. In 1924/25 eindigde de club derde. In 1928/29 werd de club opnieuw slachtoffer van inkrimping van de competitie. Na één seizoen werd de inkrimping ongedaan gemaakt en promoveerde de club weer en werd meteen vierde.
In 1931 sloot Boxclub Westen Köln zich bij de club aan. In 1933 kwam de NSDAP aan de macht in Duitsland en werd de competitie gereorganiseerd. De West-Duitse bond met zijn acht competities verdween en maakte plaats voor drie Gauliga's. Als vijfde in zijn groep was de club aanvankelijk niet geplaatst voor de Gauliga Mittelrhein. Echter protesteerde TuRa Bonn op het feit dat er al vijf clubs uit Keulen in de Gauliga speelden. Op de groene tafel werd besloten om de competitie uit te breiden van tien naar elf clubs, maar het was niet TuRa dat het ticket kreeg maar Rhenania. De club werd wel laatste in 1933/34.
In 1948 fuseerde de club met FC Phönix Köln en werd zo SC West Köln